# Vyacheslav Hleb
Vyachaslaw Pawlavich Hleb - em, bielorrusso: Вячаслаў Паўлавіч Глеб (Minsk, 12 de fevereiro de 1983) é um futebolista bielorrusso que atualmente joga pelo clube chinês Shenzhen Ruby.
Nos tempos de URSS, seu nome era russificado para Vyacheslav Pavlovich Gleb (Вячеслав Павлович Глеб, em russo). Seu irmão mais velho Alyaksandar Hleb é o capitão da Seleção da Bielorrússia e atua no BATE Borisov, da sua terra natal,Bielorrússia.